# Kei Jonishi
Kei Jonishi (上西 恵 Jonishi Kei?,  Konan, Prefectura de Shiga, 18 de marzo de 1995) es una idol, actriz y cantante japonesa. Es conocida por haber sido miembro del grupo femenino NMB48 desde 2010 a 2017, donde formó parte del Team N. Actualmente es representada por Yoshimoto Music Entertaiment.

## Biografía

### Primeros años
Jonishi nació el 18 de marzo de 1995 en la ciudad de Konan, prefectura de Shiga. Tiene una hermana seis años menor, Rei, quien se unió a NMB48 en junio de 2016. Su prima es la también idol Seira Jonishi, miembro del grupo Tokyo Performance Doll. Durante su juvetud, Jonishi tocó instrumentos de percusión y puede tocar la batería, el piano y la guitarra.

### NMB48
En septiembre de 2010, Jonishi aprobó una audición para unirse a NMB48, convirtiéndose en una de los miembros de la primera generación del grupo. Su canción de audición fue Shunkan Sentimental del grupo Scandal. Su debut se produjo el 9 de octubre de 2010. En marzo de 2011, fue seleccionada como miembro del Team N junto a otros 16 miembros. Su primera participación en un sencillo fue en Zetsumetsu Kurokami Shōjo. Antes de unirse a NMB48, Jonishi no tenía experiencia en canto o baile.
El 4 de octubre de 2012, Jonishi debutó como actriz en la serie de drama Poison. En las elecciones generales de 2013, clasificó por primera vez, ubicándose en el puesto número 40 con 17.381 votos. En febrero de 2014, durante el Group Shuffle de AKB48, Jonishi fue nombrada vice capitana del Team N. En 2014, ocupó el puesto número 58 con 14.194 votos en las elecciones generales del grupo. En 2015, se ubicó en el puesto 36 con 21.135 votos.
El 18 de octubre de 2016, Jonishi anunció que se graduaría de NMB48 en un concierto celebrado en el World Memorial Hall de Kōbe. Su concierto de graduación se llevó a cabo el 18 de abril de 2017.

## Discografía

### NMB48
| Año  | Número | Título                      | Rol    | Notas                                                                            |
| ---- | ------ | --------------------------- | ------ | -------------------------------------------------------------------------------- |
| 2011 | 1      | "Zetsumetsu Kurokami Shōjo" | Lado A | Sencillo debut.                                                                  |
| 2011 | 2      | "Oh My God!"                | Lado A | Cantó en "Boku wa Matteru", "Hoshokusha tachi yo" with Akagumi y "Uso no Tenbin" |
| 2012 | 3      | "Junjō U-19"                | Lado A | Cantó en "Migi e Magare!" y "Renai no Speed"                                     |
| 2012 | 4      | "Nagiichi"                  | Lado A | Cantó en "Saigo no Catharsis" con Shirogumi                                      |
| 2012 | 5      | "Virginity"                 | Lado A | Cantó en "Mōsō Girlfriend" and "Bokura no Regatta"                               |
| 2012 | 6      | "Kitagawa Kenji"            | Lado A | Cantó en "In-Goal"                                                               |
| 2013 | 7      | "Bokura no Eureka"          | Lado A | Cantó en "Todokekana Soude Todoku Mono"                                          |
| 2013 | 8      | "Kamonegix"                 | Lado A |                                                                                  |
| 2014 | 9      | "Takane no Ringo"           | Lado A |                                                                                  |
| 2014 | 10     | "Rashikunai"                | Lado A | Cantó en "Kyusen Kyotei"                                                         |
| 2015 | 11     | "Don't look back!"          | Lado A | Cantó en "Sotsugyou Ryokō" and "Renai Petenshi"                                  |
| 2015 | 12     | "Durian Shōnen"             | Lado A | Cantó en "Inochi no Heso"                                                        |
| 2015 | 13     | "Must Be Now"               | Lado A | Cantó en "Kataomoi Yori mo Omoide wo..." y "Yume ni Iro ga Nai Riyū"             |
| 2016 | 14     | "Amagami Hime"              | Lado A | Cantó en "Hakanai Monogatari"                                                    |
| 2016 | 15     | "Boku wa Inai"              | Lado A | Cantó en "Sora Kara Ai ga Futte Kuru"                                            |
| 2016 | 16     | "Boku Igai no Dareka"       | Lado A | Último sencillo con el grupo.                                                    |

### AKB48
| Año  | Número | Título | Rol    | Notas                                                   |
| ---- | ------ | --- | ------ | ------------------------------------------------------- |
| 2012 | 27     | "Gingham Check" | Lado B | Cantó en "Ano Hi no Fuurin"                             |
| 2012 | 29     | "Eien Pressure" | Lado B | Cantó en "HA!"                                          |
| 2013 | 32     | "Koi Suru Fortune Cookie" | Lado B | Cantó en "Kondo Koso Ecstasy"                           |
| 2013 | 34     | "Suzukake no Ki no Michi de "Kimi no Hohoemi o Yume ni Miru" to Itte Shimattara Bokutachi no Kankei wa Dō Kawatte Shimau no ka, Bokunari ni Nan-nichi ka Kangaeta Ue de no Yaya Kihazukashii Ketsuron no Yō na Mono" | Lado B | Cantó en"Kimi to Deatte Boku wa Kawatta"                |
| 2014 | 35     | "Mae Shika Mukanee" | Lado B | Cantó en "Kimi no Uso wo Shitteita"                     |
| 2014 | 37     | "Kokoro no Placard" | Lado B | Cantó en "Seikaku ga Warui Onna no Ko"                  |
| 2014 | 38     | "Kibouteki Refrain" | Lado B | Cantó en "Utaitai"                                      |
| 2015 | 39     | "Green Flash" | Lado B | Cantó en "Punkish" como miembro de NMB48.               |
| 2015 | 41     | "Halloween Night" | Lado B | Cantó en "Mizu no Naka no Dendouritsu"                  |
| 2016 | 43     | "Kimi wa Melody" | Lado B | Cantó en "Shigamitsuita Seishun" como miembro de NMB48. |
| 2017 | 47     | "Shoot Sign" | Lado B | Cantó en "Mayonaka no Tsuyogari" como miembro de NMB48. |

## Filmografía

### Show de variedades
- AKBingo! (2011–2016, Nippon TV)
- Dokkingu 48 (2011–2013, Kansai TV)
- Naniwa Nadeshiko (2011, Nippon TV)
- NMB48 Geinin! (2012, Nippon TV)
- Aru Aru YY Terebi (2012, TVQ)
- NMB to Manabu-kun (2013, Kansai TV)
- NMB48 no Naisho de Genkai Toppa! (2014)
- AKB Shirabe (2015, Nippon TV)

### Televisión
- Poison (2012, YTV) como Misa Sugawara
- Majisuka Gakuen 4 (2015, Nippon TV) como Demekin
- Majisuka Gakuen 5 (2015, Nippon TV) como Demekin